# Gordon Y. Craig
Gordon Younger Craig (* 17. Januar 1925 in Milngavie; † 3. Oktober 2014) war ein schottischer Geologe.
Craig studierte an der Universität Glasgow und der Universität Edinburgh, wo er promovierte, ab 1947 Lecturer und ab 1967 bis zu seiner Emeritierung 1984 Professor für Geologie war (James Button Professor).
Er war Gastprofessor an der University of Colorado (1958/59), an der University of California, Los Angeles (1959, 1965), an der Australian National University (1978, als Leverhulme Fellow), an der University of British Columbia (1977) und der Texas Christian University (1994).
1967 bis 1969 war er Präsident der Edinburgh Geological Society, deren Clough Medal er 1987 erhielt.
Er befasste sich mit der Geologie Schottlands und mit Geschichte der Geologie. Unter anderem gab er Skizzenbücher von James Hutton heraus. 1990 erhielt er für seine historischen Arbeiten den Preis der Geological Society of America und er war 1984 bis 1989 in der International Commission on the History of the Geological Sciences.
Er war Fellow der Royal Society of Edinburgh.
Er war verheiratet und hatte zwei Söhne und drei Stiefkinder.

## Schriften
- als Herausgeber The geology of Scotland, Oliver and Boyd 1965, 3. Auflage 1991
- mit E. J. Jones (Herausgeber) A geological miscellany, Princeton University Press 1982